# 阿尼亚代洛
阿尼亚代洛（義大利語：Agnadello）是意大利克雷莫纳省的一个市镇。总面积12平方公里，人口3719人，人口密度309.9人/平方公里（2009年）。国家统计（ISTAT）代码为019002。